# Эсми, Роберт
Роберт Эсми — канадский бегун на короткие дистанции. Олимпийский чемпион 1996 года в эстафете 4×100 метров. Двукратный чемпион мира в 1995 и 1997 годах. На чемпионате мира 1993 года занял 3-е место в эстафете 4×100 метров и участвовал в беге на 100 метров, где смог дойти до полуфинала.  Победитель игр Содружества 1994 года. Бронзовый призёр чемпионата мира в помещении 1995 года в беге на 60 метров. Также на чемпионате мира 1997 года, помимо эстафеты бежал дистанцию 100 метров, на которой смог дойти до четвертьфинала.
Родился в Кингстоне, но в раннем возрасте переехал вместе с семьёй в Большой Садбери. В 2008 году был включён в зал славы канадского спорта.